# George Klein (inventor)

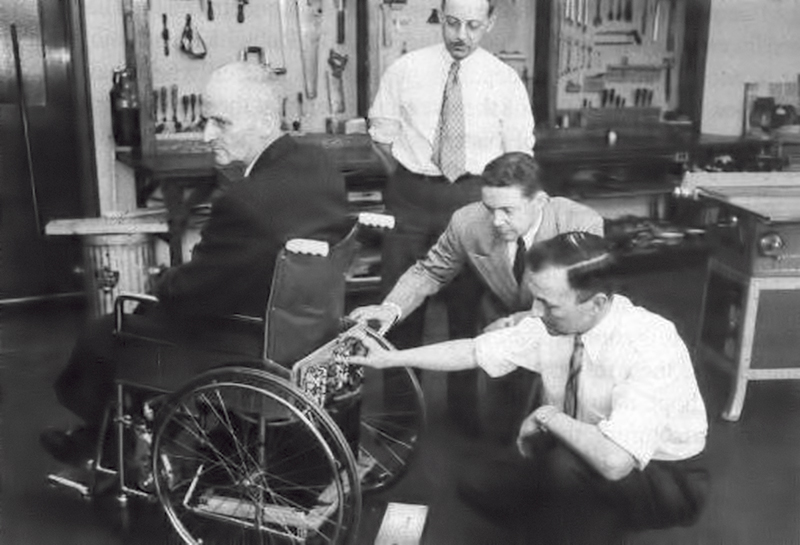
George Klein (atrás) y su silla de ruedas eléctrica en 1953

 George Johann Klein (15 de agosto de 1904 – 4 de noviembre de 1992) fue un inventor canadiense nacido en Hamilton, Ontario, a quien a menudo se le llama el inventor más productivo de Canadá en el siglo XX. Aunque tuvo problemas como estudiante de secundaria, finalmente se graduó de la Universidad de Toronto en Ingeniería Mecánica.
Sus inventos incluyen contribuciones clave a las primeras sillas de ruedas eléctricas para tetrapléjicos, la primera pistola de grapas microquirúrgicas, el reactor nuclear ZEEP, que fue el precursor del reactor CANDU, el sistema internacional para clasificar la nieve que cubre el suelo, los esquís de los aviones, el todoterreno Weasel vehículo, la antena STEM para el programa espacial y el Canadarm.
Klein trabajó durante cuarenta años como ingeniero mecánico en los laboratorios del Consejo Nacional de Investigación de Canadá en Ottawa (1929-1969).
En 1968, fue nombrado Oficial de la Orden de Canadá . En 1995, fue incluido en el Salón de la Fama de la Ciencia y la Ingeniería de Canadá.